# Arroyo Sarandí (Arroyo Tres Cruces Grande)
Der Arroyo Sarandí ist ein Fluss im Norden Uruguays.
Er entspringt auf dem Gebiet des Departamento Artigas in der Cuchilla Yacaré Cururú einige Kilometer südöstlich von Topador nahe der Quelle des Arroyo de la Raposa. Von dort fließt er in südwestliche Richtung und mündet als rechtsseitiger Nebenfluss nordwestlich von Javier de Viana in den Arroyo Tres Cruces Grande.